# Lista odcinków serialu Cień anioła
Poniżej znajduje się lista odcinków serialu telewizyjnego Cień anioła – emitowanego przez amerykańską stację telewizyjną FOX od 3 października 2000 roku do 3 maja 2002. W Polsce jest emitowany na Fox Life od 10 maja 2013 do 5 lipca 2013.
| Sezon | Sezon | Odcinki | Oryginalna emisja   | Oryginalna emisja | Oryginalna emisja | Oryginalna emisja | Oryginalna emisja |
| Sezon | Sezon | Odcinki | Premiera sezonu     | Finał sezonu      | Premiera sezonu   | Finał sezonu      |                   |
| ----- | ----- | ------- | ------------------- | ----------------- | ----------------- | ----------------- | ----------------- |
|       | 1     | 22      | 3 października 2000 | 22 maja 2001      | 10 maja 2013      | 7 czerwca 2013    |                   |
|       | 2     | 21      | 28 września 2001    | 3 maja 2002       | 10 czerwca 2013   | 5 lipca 2013      |                   |

## Sezon 1 (2000–2001)
W Polsce premierowe odcinki 1 sezonu były emitowane od 10 maja 2013 roku na Fox Life.
| #  | Tytuł                                       | Polski tytuł              | Reżyseria          | Scenariusz                                                  | Premiera (Fox)       | Premiera w Polsce (Fox Life) |
| -- | ------------------------------------------- | ------------------------- | ------------------ | ----------------------------------------------------------- | -------------------- | ---------------------------- |
| 1  | Pilot część 1                               | Tacy jak ja cześć 1       | David Nutter       | James Cameron, Charles H. Eglee                             | 3 października 2000  | 10 maja 2013                 |
| 2  | Pilot część 2                               | Tacy jak ja część 2       | David Nutter       | James Cameron, Charles H. Eglee                             | 3 października 2000  | 10 maja 2013                 |
| 3  | Heat                                        | Gorączka                  | Michael Katleman   | Patrick Harbinson                                           | 10 października 2000 | 13 maja 2013                 |
| 4  | Flushed                                     | Efekty uboczne            | Terrence O’Hara    | René Echevarria, Charles H. Eglee                           | 17 października 2000 | 14 maja 2013                 |
| 5  | C.R.E.A.M. -Cash Rules Everything Around Me | Tu rządzi kasa            | Chris Long         | David Zabel                                                 | 31 października 2000 | 15 maja 2013                 |
| 6  | 411 on the DL                               | Adres                     | Joe Ann Fogle      | Doris Egan                                                  | 14 listopada 2000    | 16 maja 2013                 |
| 7  | Prodigy                                     | Wyjątkowy talent          | David Jackson      | Charles H. Eglee, René Echevarria, Patrick Harbinson        | 21 listopada 2000    | 17 maja 2013                 |
| 8  | Cold Comfort                                | Marna pociecha            | Jefery Levy        | Jose Molina                                                 | 28 listopada 2000    | 20 maja 2013                 |
| 9  | Blah Blah Woof Woof                         | I tak dalej...            | Paul Shapiro       | Moira Kirland Dekker                                        | 12 grudnia 2000      | 21 maja 2013                 |
| 10 | Out                                         | Przerwana randka          | Sarah Pia Anderson | David Zabel                                                 | 9 stycznia 2001      | 22 maja 2013                 |
| 11 | Red                                         | Super zabójca             | Michael Katleman   | Charles H. Eglee, René Echevarria, Jose Molina, David Zabel | 16 stycznia 2001     | 23 maja 2013                 |
| 12 | Art Attack                                  | Zaginiony obraz           | James Contner      | Doris Egan                                                  | 6 lutego 2001        | 24 maja 2013                 |
| 13 | Rising                                      | Porwanie                  | Duane Clark        | Jose Molina, David Zabel, Doris Egan, Moira Kirland Dekker  | 13 lutego 2001       | 27 maja 2013                 |
| 14 | The Kidz Are Aiight                         | Dzieciaki mają się dobrze | Jeff Woolnough     | René Echevarria, Charles H. Eglee                           | 20 lutego 2001       | 28 maja 2013                 |
| 15 | Female Trouble                              | Kobiece problemy          | John Krecthmer     | Patrick Harbinson                                           | 13 marca 2001        | 29 maja 2013                 |
| 16 | Haven                                       | Schronienie               | Michael Rhodes     | Jose Molina                                                 | 27 marca 2001        | 30 maja 2013                 |
| 17 | Shortie's in Love                           | Zakochani                 | Paul Shapiro       | Adisa Iwa                                                   | 17 kwietnia 2001     | 31 maja 2013                 |
| 18 | Pollo Loco                                  | Okrutna prawda            | Thomas J. Wright   | Doris Egan                                                  | 24 kwietnia 2001     | 3 czerwca 2013               |
| 19 | I and I Am a Camera                         | Szemrane pieniądze        | Jeff Woolnough     | David Simkins                                               | 1 maja 2001          | 4 czerwca 2013               |
| 20 | Hit a Sista Back                            | Powrót Tingi              | James Whitmore Jr. | Moira Kirland Dekker                                        | 8 maja 2001          | 5 czerwca 2013               |
| 21 | Meow część 1                                | Kocia natura              | D.J. Caruso        | David Zabel                                                 | 15 maja 2001         | 6 czerwca 2013               |
| 22 | ...And Jesus Brought a Casserole część 2    | Atak na Manticore         | Joe Ann Fogle      | René Echevarria, Charles H. Eglee                           | 22 maja 2001         | 7 czerwca 2013               |

## Sezon 2 (2001–2002)
W Polsce premierowe odcinki 2 sezonu były emitowane od 10 czerwca 2013 roku na Fox Life.
| #       | Tytuł                  | Polski tytuł             | Reżyseria          | Scenariusz                                                        | Premiera (Fox)       | Premiera w Polsce (Fox Life) |
| ------- | ---------------------- | ------------------------ | ------------------ | ----------------------------------------------------------------- | -------------------- | ---------------------------- |
| 1 (23)  | Designate This         | Odrodzenie               | Jeff Woolnough     | Moira Kirland Dekker                                              | 28 września 2001     | 10 czerwca 2013              |
| 2 (24)  | Bag 'Em                | Czystka                  | Vern Gillum        | Marjorie David                                                    | 5 października 2001  | 11 czerwca 2013              |
| 3 (25)  | Proof of Purchase      | Dowód zakupu             | Thomas J. Wright   | Tommy Thompson                                                    | 12 października 2001 | 12 czerwca 2013              |
| 4 (26)  | Radar Love             | Radarowa miłość          | Jeff Woolnough     | Michael Angeli                                                    | 26 października 2001 | 13 czerwca 2013              |
| 5 (27)  | Boo                    | Szalone Halloween        | Les Landau         | Charles H. Eglee, Moira Kirland Dekker                            | 2 listopada 2001     | 14 czerwca 2013              |
| 6 (28)  | Two                    | Bracia                   | Allan Kroeker      | Jose Molina                                                       | 9 listopada 2001     | 17 czerwca 2013              |
| 7 (29)  | Some Assembly Required | Trzeba to poskładać      | Nick Marck         | Robert Doherty                                                    | 16 listopada 2001    | 18 czerwca 2013              |
| 8 (30)  | Gill Girl              | Dziewczyna ze skrzelami  | Bryan Spicer       | Marjorie David                                                    | 7 grudnia 2001       | 19 czerwca 2013              |
| 9 (31)  | Medium Is the Message  | Wiadomości               | Jeff Woolnough     | Michael Angeli                                                    | 14 grudnia 2001      | 20 czerwca 2013              |
| 10 (32) | Brainiac               | Brainiac                 | Stephen Williams   | Chip Johannessen                                                  | 11 stycznia 2002     | 21 czerwca 2013              |
| 11 (33) | The Berrisford Agenda  | Duchy w przeszłości      | Thomas J. Wright   | Moira Kirland Dekker                                              | 18 stycznia 2002     | 24 czerwca 2013              |
| 12 (34) | Borrowed Time          | Pożyczony czas           | David Straiton     | Jose Molina                                                       | 1 lutego 2002        | 25 czerwca 2013              |
| 13 (35) | Harbor Lights          | Światło portu            | Kenneth Biller     | Robert Doherty                                                    | 8 lutego 2002        | 26 czerwca 2013              |
| 14 (36) | Love in Vein           | Miłość we krwi           | David Grossman     | Michael Angeli                                                    | 8 marca 2002         | 27 czerwca 2013              |
| 15 (37) | Fuhgeddaboudit         | Zapomnij o mnie          | Morgan James Beggs | Julie Hess                                                        | 15 marca 2002        | 28 czerwca 2013              |
| 16 (38) | Exposure               | Demaskacja               | Stephen Williams   | Moira Kirland Dekker                                              | 22 marca 2002        | 1 lipca 2013                 |
| 17 (39) | Hello, Goodbye         | Witaj, żegnaj            | Jeff Woolnough     | Jose Molina, Cindi Grossenbacher                                  | 5 kwietnia 2002      | 2 lipca 2013                 |
| 18 (40) | Dawg Day Afternoon     | Pieskie popołudnie       | Kenneth Biller     | Robert Doherty                                                    | 12 kwietnia 2002     | 3 lipca 2013                 |
| 19 (41) | She Ain’t Heavy        | Ona nie jest obciążeniem | Allan Kroeker      | Michael Angeli, Robert Doherty                                    | 19 kwietnia 2002     | 4 lipca 2013                 |
| 20 (42) | Love Among the Runes   | Miłość i ruiny           | James Whitmore Jr. | Jose Molina, Moira Kirland Dekker                                 | 26 kwietnia 2002     | 5 lipca 2013                 |
| 21 (43) | Freak Nation           | Naród świrów             | James Cameron      | James Cameron, Charles H. Eglee, Ira Steven Behr, René Echevarria | 3 maja 2002          | 8 lipca 2013                 |